# DD-BOYS
『DD-BOYS』は、テレビ朝日で2006年4月10日から9月25日まで毎週月曜日25:21 - 25:51に放送されていた深夜番組。また、BS朝日でも毎週木曜日24:00 - 24:30に放送されていた。全23回。

## 概要
D-BOYSによるドラマ＆ドキュメンタリー番組。表参道のロフト付きマンションの一室を舞台にしたドラマと、そのドラマ中のセリフをきっかけにいろんなことに挑戦するドキュメンタリーからなる。

## あらすじ
遠藤と幼なじみの柳の暮らす「D-HOUSE」は仲間たちの溜まり場だった。しかし、半年で200万円用意できなければ立ち退きと言われてしまう。仲間たちとがむしゃらに挑戦するが、200万円にはほど遠い。諦めかけるなか柳の言葉で再びやる気を取り戻し、最後はみんなの思いを柳に託すことを決める。

## サブタイトル
（）はドキュメンタリーの挑戦者、挑戦内容。
1. がむしゃら宣言（和田正人：箱根駅伝往路108kmマラソン）
2. ひとりぼっちの箱根駅伝（和田正人：箱根駅伝往路108kmマラソン）
3. 狙え!一獲千金（城田優：弾き語り）
4. 成り上がってやる!（鈴木裕樹、荒木宏文、遠藤雄弥、瀬戸康史、中村優一：大食い）
5. 友達100人できるかな?（中村優一：ストリートダンス）
6. 笑顔のために…（加治将樹、和田正人、鈴木裕樹：コント）
7. ケンカするほど仲がいい?（柳浩太郎、遠藤雄弥：釣り）
8. 奇跡を信じろ!（遠藤雄弥：バスケットロングシュート）
9. 金の成る木はある!（五十嵐隼士、中川真吾：オオクワガタ探し）
10. 金のためなら何でもやらなきゃ!?（荒木宏文、熊井幸平：なんでも屋）
11. カッコマンブルース（足立理：ホスト）
12. 濁ってなんかない!（皆川佑馬：アクロバット）
13. 過去のドキュメント一挙公開!（総集編）
14. 甘い俺達…（加治将樹、城田優：断食）
15. 時代じゃないかもしれませんが…（瀬戸康史：だるま作り）
16. 夏だ!太鼓だ!ふんどしだ!（熊井幸平、中川真吾、荒木宏文：和太鼓）
17. 男を捨てよ?旅へ出よう!（遠藤雄弥、中村優一：旅一座）
18. Yeah!めっちゃ夏休み!（鈴木裕樹、皆川佑馬：ライフセービング）
19. 隊長 我が道を行く（五十嵐隼士：保育士）
20. 結婚披露宴へ行こう（城田優：結婚披露宴でオリジナルソングを歌う）
21. 諦めたら終わり…（柳浩太郎：競走馬の世話）
22. 信じるのは…（柳が世話した馬を一点買いし、200万貯める）
23. がむしゃらの結末

## スタッフ
- ナレーター：浦一弘
- エンディングテーマ：「Do it!」RAG FAIR（トイズファクトリー）
- 脚本：小原信治
- 構成：たちばなひとなり、北本かつら、興津豪乃
- プロデュース・演出：高橋正輝（テレビ朝日）
- 制作：テレビ朝日、BS朝日、ワタナベエンターテインメント

## DVD
販売元：ビクターエンタテインメント
- DD-BOYS Vol.1（2006年10月27日発売、VIBZ-5005） 第1回 - 第3回 収録。
- DD-BOYS Vol.2（2006年10月27日発売、VIBZ-5006） 第4回 - 第7回 収録。
- DD-BOYS Vol.3（2006年10月27日発売、VIBZ-5007） 第8回 - 第12回 収録。
- DD-BOYS Vol.4（2006年11月22日発売、VIBZ-5008） 第14回 - 第17回 収録。
- DD-BOYS Vol.5（2006年11月22日発売、VIBZ-5009） 第18回 - 第20回・特別映像特典「メイキング集part1（「運命のセリフ」後の未公開シーン）」収録。
- DD-BOYS Vol.6（2006年11月22日発売、VIBZ-5010）第21回 - 第23回（最終回）・特別映像特典「メイキング集part2（NG集）」収録。
  - 初回限定盤には全巻購入者への特典として、各巻分6枚を集めて発送手数料500円と共に応募した全員に、番組の打ち上げが行われた店内でのメンバーによる番組の裏話などが収録された「DD-BOYS Special DVD」が送付される応募券が封入された（現在は初回限定版の生産販売・応募期間ともに終了）。